# FV Preussen Eberswalde
FV Preussen Eberswalde is een Duitse voetbalclub uit Eberswalde, Brandenburg.

## Geschiedenis
De club werd op 1 juli 1909 opgericht als FC Preußen 09. De club speelde enkele seizoenen in de Kreisklasse en promoveerde in 1923 naar de Kreisliga, de toenmalige derde klasse. Hier werd de club een vaste waarde. In 1931/32 speelde de club een jaar in de tweede klasse. Na de competitieherstructurering van 1933 speelde de club in de Oberliga, de tweede klasse onder de Gauliga totdat de club in 1936 degradeerde.
Na de Tweede Wereldoorlog werden alle Duitse clubs ontbonden. De spelers van Preußen richtten op 1 september 1946 ZSG Eberswalde Nord op. De club ging in de Landesliga Brandenburg spelen en nam in 1948 de naam ZSG Eintracht Eberswalde aan. Na de invoering van het BSG-systeem werd de naam BSG Stahl Eberswalde en later BSG Motor Eberswalde. In 1952 werden de zes deelstaten in de DDR vervangen door vijftien districten. Eberswalde speelde nu in de Bezirksliga van het district Frankfurt (Oder). Omdat de vroegere concurrentie uit Potsdam en Lausitz nu in andere districten speelde werd de club plots een topploeg in de regio.
In 1955 en 1956 werd de club kampioen maar slaagde er niet in te promoveren naar de DDR-Liga. Door een nieuwe titel in 1957 kwalificeerde de club zich wel voor de II. DDR-Liga die werd ingevoerd tussen de DDR-Liga en Bezirksliga. Na twee seizoenen degradeerde Motor en kon meteen terugkeren tot 1963 toen de competitie weer ontbonden werd. De club speelde in een niet zo sterk district. Motor werd vaak kampioen, maar kon het in de promotie-eindronde niet waarmaken tegen de kampioenen van naburige districten. In 1972 slaagde de club er dan eindelijk in om te promoveren naar de DDR-Liga. Na twee seizoenen degradeerde Motor. In de Bezirksliga werd de club soeverein kampioen met 50 punten van de te halen 52 en promoveerde weer. Van 1976 tot 1978 eindigde de club telkens in de top vijf. Hierna werd de club weer een liftploeg tussen DDR-Liga en Bezirksliga. Van 1984 tot 1990 kon de club ondanks enkele titels niet meer doorstoten tot dit uiteindelijk in 1990 wel lukte. De club kon het behoud net verzekeren en werd na de Duitse hereniging opgenomen in de nieuwe Oberliga NOFV-Nord, de naam was voor de start van seizoen 1990/91 gewijzigd in SV Motor Eberswalde.
In 1993 degradeerde de club naar de Verbandsliga en kon na één seizoen weer promoveen. In 1995 werd de voetbalafdeling zelfstandig onder de naam FV Motor Eberswalde. De club speelde tot 2007 in de Oberliga en eindigde overwegend in de middenmoot. Sindsdien speelt de club in de Brandenburgliga, sinds 2008 de zesde klasse. In 2011 fuseerde de club met FC Freya Marienwerder en nam terug de vooroorlogse naam FV Preussen aan.